# Domingo Nunez Pereira
Domingo Nunez Pereira (Lisboa, mitjan segle xvii - mort, 1729) fou un eclesiàstic i músic portuguès.
Va pertànyer a l'Orde de Predicadors i va ser mestre de capella de la catedral de Lisboa; posteriorment es retirà al convent de Camerata on morí. Se li deuen diverses composicions sacres, entre elles un Confitebor a 8 veus; els versicles Laudate pueri Dominum, a 8 veus, i Laudate Dominum omnes gentes, a 4 veus: villancets, motets, etc.